# Imbrasia afzelii
Imbrasia afzelii is een vlinder uit de familie van de nachtpauwogen (Saturniidae). De wetenschappelijke naam van de soort is, als Saturnia afzelii, voor het eerst geldig gepubliceerd in 1858 door James Livingston Thomson.